# NGC 4020
NGC 4021 est une galaxie elliptique relativement éloignée, compacte et située dans la constellation de la Chevelure de Bérénice. NGC 4020 a été découverte par l'astronome irlando-danois John Dreyer en 1878.

## Caractéristiques
Sa vitesse par rapport au fond diffus cosmologique est de 10 329 ± 22 km/s, ce qui correspond à une distance de Hubble de 152 ± 11 Mpc (∼496 millions d'al).
À ce jour, une mesure non basée sur le décalage vers le rouge (redshift) donne une distance d'environ 138,000 Mpc (∼450 millions d'al). Cette valeur est à l'extérieur des valeurs de la distance de Hubble, mais compatible avec celles-ci. Notons cependant que c'est avec la valeur moyenne des mesures indépendantes, lorsqu'elles existent, que la base de données NASA/IPAC calcule le diamètre d'une galaxie et qu'en conséquence le diamètre de NGC 4021 pourrait être d'environ 42,0 kpc (∼137 000 al) si on utilisait la distance de Hubble pour le calculer.